# Stazione di Triggiano
La stazione di Triggiano è una stazione della Ferrovia Bari-Taranto a servizio del comune di Triggiano, nella città metropolitana di Bari. È gestita dalle Ferrovie del Sud Est.

## Storia
La stazione fu inaugurata il 12 agosto 1900 in concomitanza con l'apertura della linea Bari-Locorotondo, instaurata dalla società inglese  The Subventioned Railways Corporation Ltd.; passò poi in gestione alle Società anonima delle ferrovie sussidiate (1911) e infine alle Ferrovie del Sud Est (1931). Triggiano fu il primo ampliamento a sud partendo dal quartiere Mungivacca.
Nel 1927 presso la stazione si verificò il tamponamento tra due treni, che provocò la morte di 9 passeggeri e il ferimento di 200: si tratta del più grave disastro ferroviario mai accaduto in Puglia prima del 2016, anno in cui avvenne l'Incidente ferroviario tra Andria e Corato.
Nel 1940 l'edificio originale fu ampliato e venne inaugurato il piazzale antistante. Nel 2001 al corpo di fabbrica storico vennero aggiunti nuovi ambienti finalizzati a connetterlo a un autosilo realizzato nelle adiacenze, mai entrato in funzione .
A partire da giugno 2019 il traffico ferroviario sulla tratta Bari - Conversano è stato interrotto per il rinnovo della linea, ed è stato predisposto il servizio automobilistico sostitutivo; la stazione di Triggiano è stata pertanto chiusa. Nel 2023 il corpo di fabbrica storico è stato demolito per la costruzione della nuova stazione sotterranea.

## Servizi
La stazione dispone di:
- Biglietteria a sportello e automatica
- Servizi igienici
- Area per l'attesa
- Accessibilità per portatori di handicap
- Parcheggio di scambio
- Capolinea autolinee extraurbane